# Largo
largo（ラルゴ）は、日本の二人組音楽ユニット。ボーカルの木田詩子と音楽プロデューサーの内藤慎也から成る。木田は後年、彫刻家となる。

## 来歴
2000年
木田詩子と音楽プロデューサー内藤慎也による2人組音楽ユニットが結成される。以前から木田詩子と内藤慎也はバンド仲間であった。CM業界で活躍している作家、プロデューサー、エンジニアなどのスタッフが周りを固めた新しいかたちのユニット 。largo（ラルゴ）というユニット名は「ゆるやかに」を意味するクラシック用語に由来する。12月20日にシングル「new world〜願い〜（『北の誉』コマーシャルソング）/ keep the line（『NTT-ME関西』コマーシャルソング）」でポニーキャニオンからメジャー・デビューする。
2001年
5月16日にシングル「心の庭」をリリース。10月17日に映画『胸キュンBomb!』（監督：セツダトモイチロウ、2004年公開）の主題歌「孤独なライオン・キング」挿入曲「あるがままに」（MRO北陸放送局50周年キャンペーンソング）、「CANON」、「花畑」を含むデビュー・アルバム『a song』をリリース。テレビ朝日系『GET SPORTS』のコンピレーション・アルバム『GET SPORTS Album』『GET SPORTS Album 2』に3曲が採録されている。
2004年
『熱闘甲子園』夏の歌コーナーで新曲「HI・KA・RI」を発表するが、この時期を境にLargoとしての楽曲は発表されていない。

## ディスコグラフィー
発売はすべてポニーキャニオン/リーフエイジである。

### シングル
1. new world～願い～（2000年12月20日発売。PCCA-1493）
  - new world～願い～

作詞：腰ユリ子 / 作曲：アントニン・ドヴォルザーク / 編曲：内藤慎也
  - keep the line

作詞：腰ユリ子 / 作曲・編曲：内藤慎也
2. 心の庭（2001年5月16日発売。PCCA-1531）
作詞：腰ユリ子 / 作曲：響わたる / 編曲：内藤慎也
  - あるがままに･･･

作詞：木田詩子 / 作曲・編曲：内藤慎也
  - ラプソディーインブルー

作曲：ジョージ・ガーシュウィン / 編曲：内藤慎也

### アルバム
1. a song（2001年10月17日発売。PCCA-1587）
  - new world～願い～

作詞：腰ユリ子 / 作曲：アントニン・ドヴォルザーク / 編曲：内藤慎也
  - bird

作詞・作曲・編曲：内藤慎也
  - CANON

作詞：腰ユリ子 / 作曲：ヨハン・ゼバスティアン・バッハ / 編曲：内藤慎也
  - 心の庭

作詞：腰ユリ子 / 作曲：ピョートル・チャイコフスキー / 編曲：内藤慎也
  - あるがままに

作詞：木田詩子 / 作曲・編曲：内藤慎也
  - I will

作詞：木田詩子 / 作曲・編曲：内藤慎也
  - Rhapsody in blue

作曲：ジョージ・ガーシュウィン / 編曲：内藤慎也
  - 孤独なライオン・キング

作詞：木田詩子 / 作曲・編曲：内藤慎也
  - keep the line

作詞：腰ユリ子 / 作曲・編曲：内藤慎也
  - SOLA

作詞：腰ユリ子 / 作曲：響わたる / 編曲：内藤慎也
  - 花畑

作詞：木田詩子 / 作曲・編曲：内藤慎也

## タイアップ楽曲

### 映画
- 『胸キュンBomb!』（2004年）

### テレビコマーシャル・キャンペーン
- NTT-ME関西（2000年） - 「keep the line」
- 北の誉（2000年） - 「new world～願い～」
- 花王
  - 「ソフィーナ・レイシャス」 - 「ラプソディーインブルー」
  - 「アタックシート」
- ロッテ「フォンダンショコラ」
- リンナイガス
- ハリオガラス
- アメリカンホームダイレクト
- MRO北陸放送開局50周年キャンペーンソング（2000年） - 「あるがままに･･･」
- テレビ朝日『GET SPORTS』（2001年）
- 朝日放送『熱闘甲子園』夏歌コーナー（2003年） - 「HI・KA・RI」（未発表曲）
- 国際協力機構

### ラジオ
- NHKラジオ第1放送「音楽夢倶楽部」テーマソング